# Eastern Swamp-Meadow Cabin
L'Eastern Swamp-Meadow Cabin – ou simplement Meadow Cabin ou Swamp Cabin – est une cabane américaine située dans le comté de Skagit, dans l'État de Washington. Protégée au sein du parc national des North Cascades, cette cabane en rondins est inscrite au Registre national des lieux historiques depuis le 10 février 1989. Elle est voisine de la Western Swamp-Meadow Cabin, également inscrite.